# Prozopagnozija
Prozopagnozija (iz grščine »prospon« = »obraz«, »agnosia« = »ne poznati«) je kognitivna motnja v zaznavanju obrazov. Imenuje se tudi slepota za prepoznavanje obrazov. Moteno je vizualno prepoznavanje znanega obraza, tudi svojega. Ob tem ni okvare aferentnih mehanizmov, zavesti, pozornosti ali intelekta.
Prevalenca prozopagnozije se ocenjuje na 2,5 %.
Prozopagnozijo se deli na dva tipa:
1. Pridobljena prozopagnozija, ki je značilna za odrasle in je večinoma posledica poškodbe okcipitotemporalnega predela možganov.
2. Kongenitalna prozopagnozija, ki je prisotna že od rojstva.

Pri zaznavanju obrazov sodeluje več področij možganov, še posebej je možganska aktivnost povečana v fuziformnem oz. okcipitotemporalnem girusu, spodnjem okcipitalnem girusu in zgornjem temporalnem sulkusu. Nekatera področja lahko zaznajo obraz po delih, npr. oči, nos in usta, druga pa te dele sestavijo v celoto in obraz zaznavajo celostno.
Fuziformni oz. okcipitotemporalni girus
Povečano možgansko aktivnost pri percepciji obrazov je mogoče zaznati predvsem v lateralnem predelu fuziformnega girusa. Področje imenujemo »fuziformno obrazno področje« (ang. fusiform face area), kjer zaznavanje obraza poteka celostno, kar pomeni da se posamezni deli obraza povežejo v celoto. Pri prepoznavi poznanega obraza pogosteje sodeluje fuziformni girus desne kot leve hemisfere. Poškodbe tega predela povzročajo prozopagnozijo.
Spodnji okcipitalni girus
Pri zaznavanju in prepoznavanju obraza se zaznava tudi povečana aktivnost predela okcipitalnega lobusa, imenovanega »okcipitalno obrazno področje« (ang. occipital face area). Zaznavanje obraza v tem področju poteka po delih, npr. nos, usta in oči.
Zgornji temporalni sulkus
Zaznavnaje obraza v zgornjem temporalnem sulkusu naj bi potekalo, podobno kot v spodnjem okcipitalnem girusu, po delih.
Prozopagnoziji so lahko pridružene še druge nevrološke motnje, ki so povezane z motnjami v predelih možganov, ki ležijo v bližini področij, pomembnih za precepcijo obraza. Med te nevrološke motnje spadajo : leva hemianopsija (poškodba desnega okcipitalnega režnja), akromatopsija (poškodba ventralnega okcipitalnega korteksa) in topografska dezorientacija (poškodbe posteriornega dela parahipokampalnega girusa in anteriornega predela lingualnega girusa desne hemisfere).
Zdravljenje
Zdravila oziroma uspešne terapije, ki bi omilila težave ljudem s prozopagnozijo zaenkrat ni. Prizadeti ljudje si poskušajo olajšati prepoznavanje ljudi s t.i. »del po del« strategijami, kjer si pomagajo z drugimi značilnostmi osebe, npr. barva las in kože, frizura, glas ipd. 
Ljudje s kongenitalno prozopagnozijo ne morejo nikoli razviti uspešnega prepoznavanja obrazov.

## Vrste

### Prirojena
Razvojna ali kongenitalna prozopagnozija se pokaže že v zgodnjem otroštvu in jo lahko razdelimo na tri možne vzroke: zgodnja poškodba možganov (npr. meningokokni meningitis), nevrološke razvojne motnje (npr. Aspergerjev sindrom) ali primeri, ki jih ne moremo povezati s prvima dvema skupinama.
Razvojna prozopagnozija je povezana z desnostransko ali obojestransko poškodbo temporalnega režnja. Raziskovalci so skušali ugotoviti, če je prozopagnozija dedna, zato so anketirali 689 naključno izbranih študentov, izmed katerih jih je 17 kazalo znake razvojne prozopagnozije. Od teh 17 študentov so pregledali 14 družin posameznikov in ugotovili, da je v vsaki od teh družin vsaj en posameznik, ki kaže znake prozopagnozije. Iz tega lahko sklepamo, da je vzorec dedovanja avtosomno dominanten.
Zdrava oseba si pri prepoznavanju obraza pomaga z opazovanjem oblike in površine obraza, pri opazovanju predmetov pa predvsem z opazovanjem oblike. Možno je, da so osebe z razvojno prozopagnozijo sposobne prepoznati obraze, vendar so brez sposobnosti prepoznavanja odsevnih znakov. Podobno lahko velja za ljudi z izjemnim prepoznavanjem obrazov, in sicer da ta njihova sposobnost temelji na superiornem prepoznavanju in pomnjenju površinske odsevnosti obrazov. Ta možnost je bila testirana s testi zaznavanja in prepoznavanja obrazov, pri katerih je vidna ali samo oblika ali pa samo odsevnost obraza. Testiranje je potekalo na treh skupinah: osebah z razvojno prozopagnozijo, osebah z izjemnim prepoznavanjem obrazov in kontrolni skupini. Zmožnost prepoznavanja obrazov in relativna uporaba oblike ter pigmentacije nista kazali nikakršne povezanosti v nobenem testu. Testiranim osebam, ki so se bolje izkazale v prepoznavanju oblike ali odsevnosti, je hkrati šlo bolje od rok tudi prepoznavanje obrazov iz druge vrste znakov. Rezultati tega testiranja ne podpirajo teze, da je za različno sposobnost prepoznavanja obrazov glavni vzrok različna sposobnost zaznavanja površinske odsevnosti. Namesto tega rezultati podpirajo idejo, da je sposobnost prepoznavanja obrazov povezano z nevronskimi zankami, ki uporabljajo predstave, pri katerih se integrirajo informacije o obliki in pigmentaciji.

### Pridobljena
Pridobljeno prozopagnozijo lahko delimo na aperceptivno in asociativno prozopagnozijo. Desna okcipito-temporalna področja so ključna pri aperceptivni prozopagnoziji. Prepoznavanje obraza je onemogočeno zaradi manjše napake v vizualni percepciji. Ta pridobljena vrsta prozopagnozije je povezana z začetnimi procesi prepoznavanja obraza. Za razliko od aperceptivne, imajo osebe z asociativno prozopagnozijo neokvarjeno vizualno percepcijo, ampak je ne morejo povezati s podatki shranjenimi v spominu. Tu so torej zaznavni procesi ohranjeni, okvarjene pa so povezave med zaznavanjem obrazov in povezovanjem s semantičnim spominom, kjer shranjujemo podatke o ljudeh. Pri asociativni prozopagnoziji igrajo ključno vlogo sprednja desna temporalna področja.
Ko osebi z aperceptivno prozopagnozijo pokažemo slike različnih obrazov, ne prepoznajo razlik in se ne morejo odločiti ali so te slike enake ali ne. Težave imajo tako s prepoznavanjem njim znanih obrazov (npr. obrazov staršev), kot s prepoznavanjem nepoznanih obrazov. Lahko pa prepoznajo ljudi z lastnostmi, ki niso povezane z obrazom, npr. njihova oblačila, frizuro, barvo kože ali glas.
Osebe z asociativno prozopagnozijo lahko pri enakem testu razlikujejo med enakimi in različnimi obrazi ter iz obraza sklepajo na starost, torej lahko prepoznavajo informacije iz posameznega obraza. Teh obrazov pa niso zmožni poimenovati, opisati njihovega poklica ali povedati, kdaj so jih nazadnje srečali.

## Vzroki
Pridobljena prozopagnozija je pogosto povezana z lezijami v področju zatilnega in temporalnega režnja možganov in sicer zlasti v desni hemisferi. Lahko se pojavlja tudi kot posledica poškodbe glave, pri kateri s pomočjo standardnih slikovnih metod poškodba možganov ni razvidna.
Tudi pri razvojni ali kongenitalni prozopagnoziji so prisotne strukturne nepravilnosti. Obstajajo jasni znaki, da je kongenitalna hipoplazija vermisa malih možganov lahko povezana s težavami pri prepoznavanju obrazov. Pri nastanku razvojne prozopagnozije ima verjetno pomembno vlogo tudi genetika, saj se ta tip prozopagnozije včasih pojavlja v isti družini v več generacijah. Verjetno gre za avtosomno dominantno dedovanje.  Razvojna prozopagnozija se lahko pojavlja tudi skupaj z Aspergerjevim sindromom. 
Najpogostejša poškodba, ki lahko povzroča prozopagnozijo, je infarkt arterije cerebri posterior. Redkeje prozopagnozijo povzroča tudi virusni encefalitis. Razlog, da sta ta dva vzroka tako pogosta, verjetno leži v tem, da imata za razliko od nekaterih drugih vzrokov, večji potencial za nastanek obojestranskih poškodb možganov. Enostranske lezije, kot so na primer neoplazme, hematomi, abscesi in kirurške resekcije, redkeje povzročajo prozopagnozijo.
Infarkt v povirju arterije cerebri posterior lahko povzroči prozopagnozijo, če zajame korteks, korteks in globlja tkiva ali če je obojestranski. V primeru, da je infarkt prizadel možganovino le na eni strani, mora biti za nastanek prozopagnozije prizadeta desna stran možganov.
Pomembno vprašanje pri raziskovanju prozopagnozije je razskovalcem predstavljala lokalizacija lezije. Zlasti so se spraševali ali za nastanek prozopagnozije pogoj lezija v desni hemisferi in ali slednja zadostuje. Sedaj je splošno priznano dejstvo, da je za nastanek prozopagnozije nujna lezija v področju desne hemisfere. Prav tako je bilo nedvomno ugotovljeno, da za nastanek prozopagnozije zadostuje lezija samo desne hemisfere. Poznani so številni takšni primeri, pri katerih je vzrok lezije večinoma infarkt arterije cerebri posterior. V nekaterih izmed teh primerov je bilo narejeno funkcionalno slikanje, ki kaže na normalen metabolizem v levi hemisferi.
Med možne vzroke, ki lahko povzročijo prozopagnozijo prištevamo tudi zastrupitev z ogljikovim monoksidom, temporalno lobektomijo, atrofijo desnega temporalnega režnja, Parkinsonovo in Alzheimerjevo bolezen ter travmo. Redko se lahko pojavlja tudi pri starejših pacientih, ki imajo degenerativne spremembe temporalnega režnja obojestransko ali pa le na desni strani.
Poškodbe, ki povzročajo prozopagnozijo, se običajno nahajajo v srednjem in spodnjem delu temporalno okcipitalnega področja, v fuziformnem girusu, v lingvalnem girusu ter v zadajšnjem delu parahipokampalnega girusa.

## Diagnostika
Bolnik s prozopagnozijo večinoma sam pove, da ne more prepoznati obrazov. Pri prepoznavanju znancev si navadno pomagajo z barvo las, obliko brkov, značilnimi oblačili in nakitom, načinom hoje te osebe in z njenim glasom. Prepoznajo lahko tudi starost in spol opazovane osebe na podlagi njenega obraza. Takšen opis težav zadošča za postavitev delovne diagnoze prozopagnozije, ki jo je potrebno še objektivno potrditi.
Nekateri načini preverjanja prozopagnozije so kvalitativni. Preprost test vključuje preizkus z ogledalom. Oseba naj gleda svoj odsev in pove, kaj vidi. Navadno bolnik ni zmožen prepoznati lastnega obraza. Francoski nevrolog Charcot celo piše o pacientu, ki se je svojemu odsevu v ogledalu opravičil, ker mu je blokiral pot. 
Za izvedbo je zahtevnejši naslednji test. Za sodelovanje prosimo nekaj ljudi istega spola in starosti, med katerimi je ena oseba, ki jo bolnik dobro pozna. Osebe naj bodo enako oblečene, njihovi lasje pa naj bodo pokriti. Te osebe se med testom ne smejo smejati, oglašati ali hoditi. Bolnika nato prosimo, naj izmed zbranih ljudi identificira znanca. Navadno tega ni zmožen storiti. Ko pa se znanec oglasi, ga bolnik takoj prepozna, kar potrdi našo diagnozo.
Zgoraj omenjena testa se v praksi redko uporabljata. Zlasti zadnji je nekoliko nepraktičen za izvedbo. Zato so razvili več nevropsiholoških testov, ki imajo še dodatno prednost: stopnjo prozopagnozije lahko kvantitativno opredelijo, kar omogoča sledenje razvoju prozopagnozije skozi čas, hkrati pa omogoča pridobivanje natančnejših podatkov za raziskovalne namene. Pogosto se uporablja Bentonov test prepoznave obrazov. Pri testu bolnik poskuša povezati dani neznani obraz z enim izmed šestih ponujenih. Gre za obraz iste osebe, ki pa je slikana pod drugačnim kotom in drugačno osvetljenostjo. Na ostalih petih fotografijah gre za druge osebe. Izvede se več ponovitev, vsakič z drugim obrazom.
Omenjeni test ima svoje slabe strani. Preiskovanec lahko poveže obraza na podlagi določene značilnosti, npr. oblike obrvi. Zato sta Duchaine in Nakayama razvila Cambriški obrazni spominski test (Cambridge Face Memory Test). Preiskovanec ima 20 sekund časa, da si zapomni 6 fotografij različnih moških obrazov. Fotografije so obdelane tako, da na njih niso prikazani lasje, vsi moški pa so gladko obriti. Nato sledi serija trojčkov fotografij, od katerih je vedno ena izmed začetne šesterice, dve pa sta videni prvič. Preiskovanec mora izbrati pravilno fotografijo. Obrazi so slikani pod različnimi koti, različno osvetlitvijo, včasih pa je dodan še šum, ki umetno poslabša kakovost fotografije. Test naj bi bil pomembno boljši od Bentonovega testa prepoznave obrazov.